# Песке, Тома
Тома́ Готье́ Песке́ (фр. Thomas Gautier Pesquet; род. 27 февраля 1978 года, Руан, департамент Приморская Сена, регион Верхняя Нормандия, Франция) — астронавт ЕКА, 10-й астронавт Франции и 552 космонавт мира.
Стартовал 17 ноября 2016 года в качестве бортинженера экипажа транспортного пилотируемого корабля «Союз МС-03» и бортинженера экипажа Международной космической станции по программе основных космических экспедиций МКС-50/51. Вернулся на Землю 2 июня 2017 года. Продолжительность космического полёта составила 196 суток 17 часов 50 минут 25 сек. Совершил два выхода в открытый космос суммарной продолжительностью — 12 часов 32 минуты. На период полёта являлся самым молодым астронавтом ЕКА.
23 апреля 2021 года в качестве специалиста полёта № 2 экипажа космической экспедиции МКС-65/66, стартовал на многоразовом космическом корабле SpaceX Crew-2 к МКС. Был командиром экспедиций МКС-65/МКС-66, находился в космическом полёте свыше 199 суток, совершил  четыре выхода в открытый космос суммарной продолжительностью 27 часов 32 минуты. Общее пребывание в двух космических полётах  составило 396 суток 11 часов 34 минуты.

## Биография
Тома Песке родился 27 февраля 1978 года в Руане, (департамент Приморская Сена, регион Верхняя Нормандия, Франция) в семье учителей, чьи родители с обеих сторон были фермерами.
В 1998 году окончил лицей Пьера Корнеля в Руане, продолжил обучение в Высшей школе аэронавтики и космических исследований в Тулузе, которое окончил в 2001 году и получил степень магистра наук по специальности «Проектирование и управление космическими аппаратами». Последний год обучения провёл в Политехнической школе в г. Монреаль (Канада) по программе обмена студентов, изучающих аэронавтику и космонавтику. В апреле — сентябре того же года проходил инженерную стажировку во французско-итальянской аэрокосмической компании англ. Thales Alenia Space в Каннах (Франция). Затем до 2002 года работал инженером по динамике космических аппаратов дистанционного зондирования в компании англ. GMV S.A. в Мадриде (Испания).
В 2002—2004 годах работал инженером-исследователем во Французском космическом агентстве, где занимался вопросами автономности космических миссий. В 2002 году был представителем Национального центра космических исследований в Международном консультативном комитете по космическим информационным системам передачи данных. Является членом Французской ассоциации аэронавтики и астронавтики и Американского института аэронавтики и астронавтики.
В 2004 году будучи пилотом-любителем, был отобран в лётную школу для подготовки лётчиков авиакомпании Air France. В 2006 году окончил лётную школу авиакомпании и получил лицензию пилота транспортной авиации ATPL-IR с допуском к полётам по приборам. Перед зачислением в отряд астронавтов работал пилотом самолёта Airbus-320s в авиакомпании Air France. Имеет более 2300 часов налёта на пассажирских самолётах, стал инспектором-инструктором Airbus A320 и инструктором по управлению ресурсами экипажа.

## Космическая подготовка
В мае 2009 года был отобран из 8413 кандидатов в отряд астронавтов ЕКА, одним из шести во время четвёртого набора. 22 ноября 2010 года, после завершения курса общекосмической подготовки, получил сертификат астронавта ЕКА. Работал руководителем полётами в Центре управления полётами в г. Мюнхене (Германия), а также в Европейском центре астронавтов отвечал за разработку планов по будущей кооперации с новыми партнёрами, в частности, с коллегами из Китая.
Осенью 2010 года проходил тренировочную сессию в Центре подготовки космонавтов им. Ю. А. Гагарина. Во время сессии изучал русский язык, российский сегмент МКС, корабль «Союз» и скафандры типа «Сокол», провёл тренировку по визуально-инструментальным наблюдениям во время полёта на спецсамолете Ту-134. В январе 2012 года проходил тренировки по отработке действий экипажа после приземления в лесисто-болотистой местности зимой.
В сентябре 2013 года Т. Песке принял участие в тренировках, имитирующих работу в открытом космосе, которые проходили на дне Атлантического океана в подводном научно-тренировочном центре «Аквариус».
С ноября 2013 проходил подготовку в составе дублирующего экипажа МКС‑45/46/ЭП-18 в качестве бортинженера ТПК «Союз ТМА-18М» и бортинженера МКС ЭП-18. В 2014 году назначен бортинженером дублирующего экипажа Союз ТМА-18М. С сентября 2015 года проходил подготовку в составе дублирующего экипажа МКС-48/49 в качестве бортинженера ТПК «Союз МС» и бортинженера МКС-48/49.

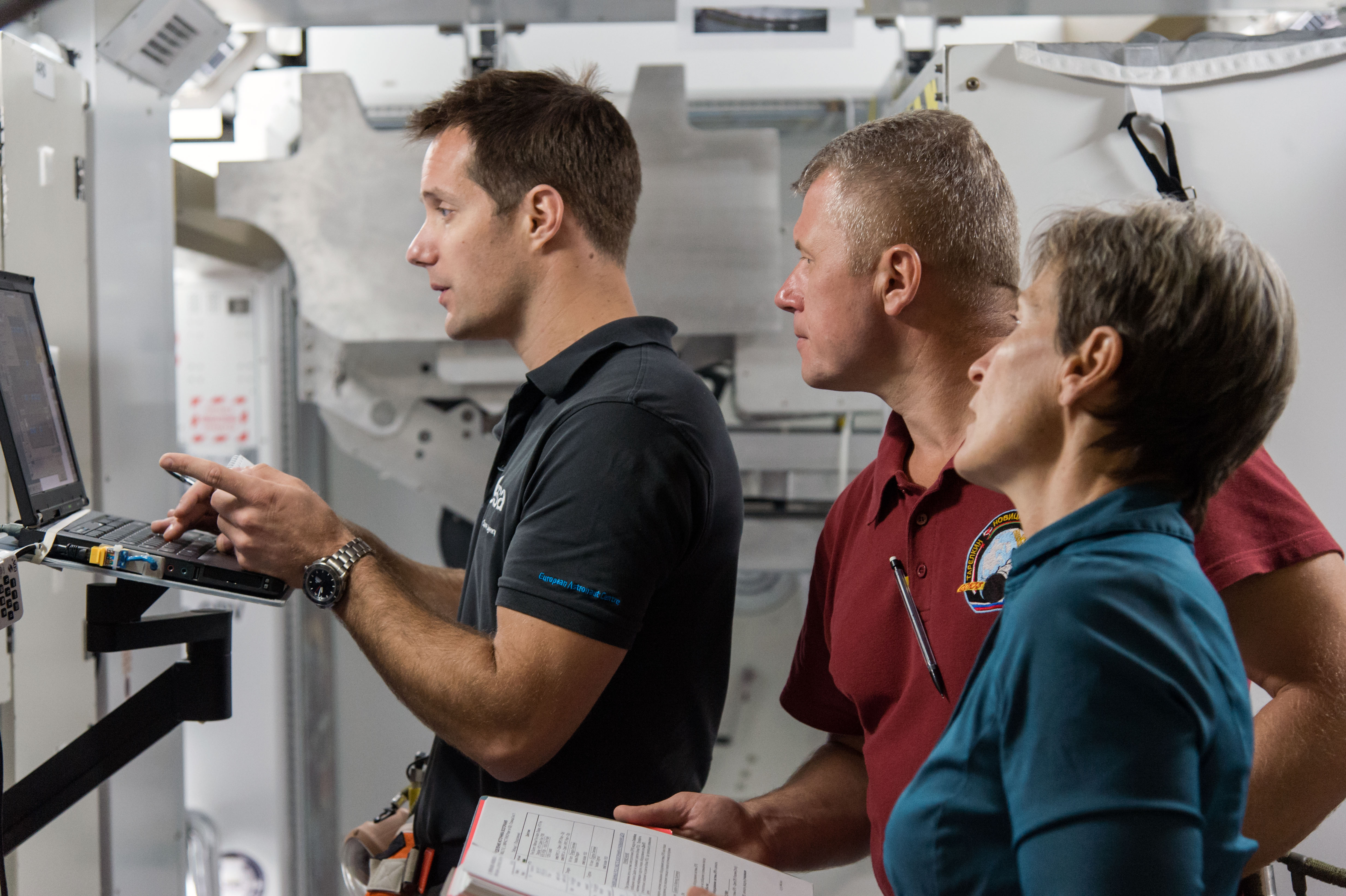
Дублирующий экипаж ТПК «Союз МС-03» в ЦПК на тренировках по борьбе с пожаром на МКС (Томас Песке слева)

В феврале 2016 года в составе условного экипажа участвовал в тренировке по действиям в случае аварийной посадки в лесисто-болотистой местности зимой. В мае 2016 года в Центре подготовки космонавтов вместе с космонавтом Олегом Новицким и астронавтом Пегги Уитсон сдал экзаменационную тренировку на тренажёре корабля «Союза МС» и предполётную экзаменационную тренировку на российском сегменте МКС. 6 июля 2016 года был утверждён в качестве бортинженера дублирующего экипажа корабля «Союз МС», 7 июля 2016 года во время старта корабля «Союз МС» входил в состав дублирующего экипажа.
24 октября 2016 года сдал экзаменационную тренировку на тренажёре российского сегмента МКС, а 25 октября 2016 года комплексную зачётную тренировку на тренажёре ТПК «Союз». 26 октября 2016 года на заседании Межведомственной комиссии в Центре подготовки космонавтов экипаж в составе Олега Новицкого, Тома Песке и Пегги Уитсон был рекомендован для продолжения предстартовой подготовки на космодроме Байконуре в качестве основного экипажа.
24-25 октября 2016 года основной и дублирующий экипажи ТПК «Союз МС-03» выполнили программу комплексных экзаменационных тренировок в ЦПК имени Ю. А. Гагарина. 26 октября Межведомственная комиссия в Центре подготовки космонавтов рекомендовала экипажи МКС-50/51 для продолжения предстартовой подготовки на космодроме Байконур.
Тома Песке стал десятым представителем Франции, побывавшим в космосе. На период космического полёта он являлся самым молодым астронавтом ЕКА

## Первый полёт

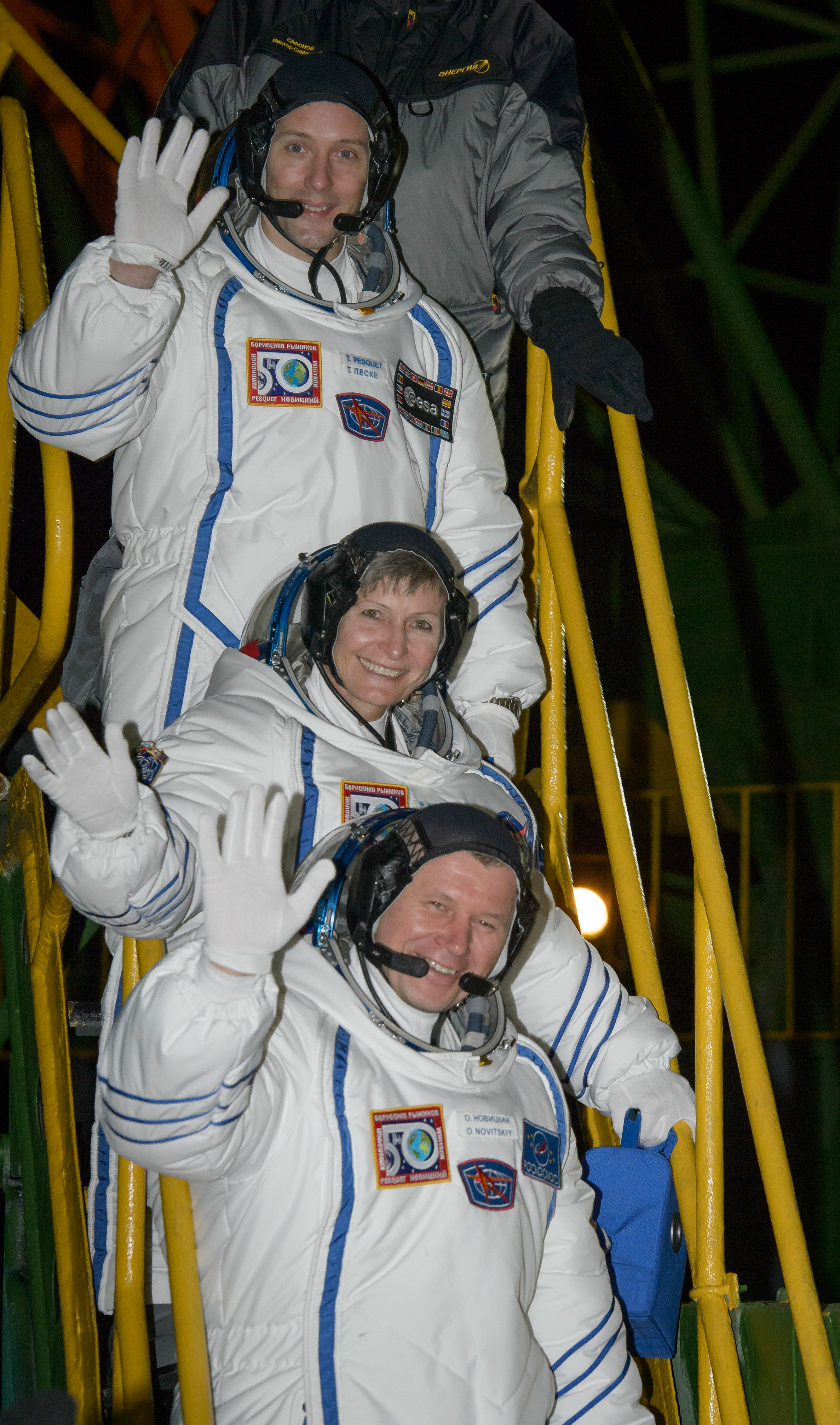
Экипаж ТПК Союз МС-03 перед стартом

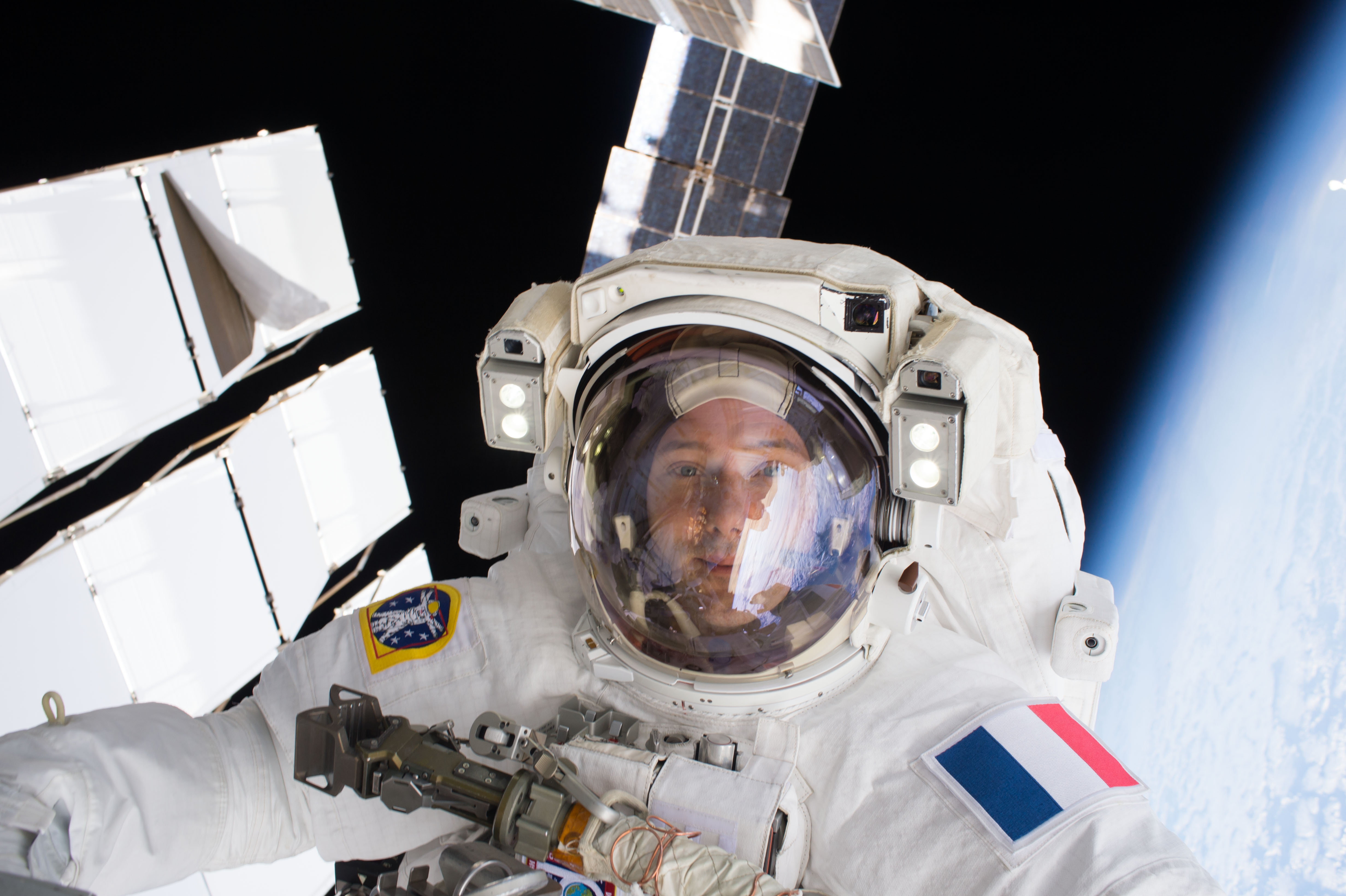
Выход Т. Песке в открытый космос 13 января 2017 года

Стартовал 17 ноября 2016 года в 23:20:13 мск с «Гагаринского старта» космодрома Байконур в качестве бортинженера-1 экипажа космического корабля «Союз МС-03» (позывной — Казбек) и бортинженера экипажа Международной космической станции по программе МКС-50/51 основных космических экспедиций. Командир экипажа «Союз МС-03» — космонавт Роскосмоса Олег Новицкий, бортинженер-2 астронавт (НАСА) Пегги Уитсон.
Полёт ТПК проходил по 34-витковой (двухсуточной) схеме сближения с МКС. 20 ноября 2016 года в 01:01 мск «Союз МС-03» причалил к стыковочному узлу малого исследовательского модуля «Рассвет» (МИМ-1) российского сегмента Международной космической станции. После проверки герметичности стыковки и выравнивания давления между кораблём и станцией новый экипаж перешёл на борт МКС.
Во время полёта совершил два выхода в открытый космос суммарной продолжительностью — 12 часов 32 минуты. Первый выход состоялся 13 января 2017 года вместе с астронавтом Р. Ш. Кимбро — продолжительностью 5 часов 58 минут. Астронавты осуществили установку и подключение трёх литий-ионных батарей, а также выполнили ещё шесть дополнительных заданий по техническому обслуживанию станции. Второй выход астронавты в том же составе произвели 24 марта 2017 года — продолжительностью 6 часов 34 минуты. Во время выхода в открытый космос астронавты заменили две камеры на внешней поверхности японского модуля, смазали канадский манипулятор МКС Canadarm, заменили лампочки на осветительных приборах станции, а также подготовили к последующему переносу с модуля «Спокойствие» на модуль «Гармония» герметичного стыковочного переходника (PMA-3) для последующего крепления на него Международного стыковочного адаптера IDA. Астронавты также осмотрели радиатор, в котором ранее была выявлена утечка аммиака.
2 июня 2017 года в 13:47 мск космический корабль «Союз МС-03» с Олегом Новицким и Тома Песке успешно отстыковался от МКС. В 17:10:38 мск спускаемый аппарат корабля совершил посадку в 147 км юго-восточнее города Жезказган в Казахстане. Продолжительность полёта составила 196 суток.

## Второй полёт
23 апреля 2021 года, Тома Песке в качестве специалиста полёта № 2 экипажа космической экспедиции МКС-65/66, стартовал со стартового комплекса LC-39A Космического центра NASA имени Кеннеди на американском частном многоразовом космическом корабле SpaceX Crew-2 к МКС.
16 июня 2021 года Тома Песке и Шейн Кимбро вышли в открытый космос. Астронавты установили на ферме P6 одну из двух панелей батарей iROSA, но им не хватило запланированного времени для того, чтобы развернуть её. Выход в открытый космос продолжался 7 часов 15 минут. Перемещать панель массой около 340 кг помогала с борта МКС астронавт Меган Макартур, управлявшая рукой-манипулятором Canadarm-2. 20 июня 2021 года Песке и Кимбро совершили второй выход в открытый космос. Они закрепили батарею на внешней поверхности орбитального комплекса, подключили и развернули ее. Также астронавты провели подготовку для последующей установки второй солнечной батареи. Продолжительность выхода в открытый космос составила 6 часов 28 минут. 25 июня 2021 года астронавты Песке и Кимбро совершили третий выход в открытый космос продолжительностью более 6 часов. Они установили на опорном сегменте P6 фермы МКС вторую солнечную панель IROSA. Перемещать панель помогали с борта МКС астронавт Меган Макартур и Марк Ванде Хай, которые управляли  рукой-манипулятором Canadarm-2.
12 сентября 2021 года Тома Песке вместе с японским астронавтом Акихико Хосидэ провёл еще один выход в открытый космос продолжительностью 6 часов 54 минуты. Астронавты собрали и установили крепление для новой солнечной панели iROSA и заменили специальный прибор, измеряющий электростатический потенциал систем станции.
8 ноября 2021 года в 19:05 UTC пилотируемый корабль Crew Dragon с экипажем миссии Crew-2 отстыковался от Международной космической станции, и 9 ноября 2021 года в 3:33 UTC приводнился у побережья Флориды.
Статистика
| # | Стартовый корабль    | Старт, UTC        | Экспедиция            | Корабль посадки      | Посадка, UTC      | Налёт                        | Выходы в открытый космос | Время в открытом космосе |
| - | -------------------- | ----------------- | --------------------- | -------------------- | ----------------- | ---------------------------- | ------------------------ | ------------------------ |
| 1 | Союз МС-03           | 17.11.2016, 20:20 | Союз МС-03, МКС-50/51 | Союз МС-03           | 02.06.2017, 14:10 | 196 суток 17 часов 50 минут  | 2                        | 12 часов 32 минуты       |
| 2 | SpaceX Dragon 2 C206 | 23.04.2021, 09:49 | Crew-2, МКС-65/66     | SpaceX Dragon 2 C206 | ?                 | 199 суток 17 часов 44 минуты | 4                        | 27 часов 32 минут        |
|   |                      |                   |                       |                      |                   | 396 суток 11 часов 34 минуты | 6                        | 40 часов 04 минут        |

## Семья, увлечения
Женат на Анне Моттет (Annа Mottet). Тома Песке говорит на пяти языках — французском, английском, испанском, немецком и русском. Изучал шестой — северокитайский (мандаринский) язык.
Он с детства увлекается спортом, имеет чёрный пояс по дзюдо, занимается плаванием, бегом трусцой, парапланеризмом, альпинизмом, дайвингом, игрой в сквош, ездой на горном велосипеде.
Играет на саксофоне, любит читать. Радиолюбитель с позывным KG5FYG.